# Tỉnh ủy Thanh Hóa
Tỉnh ủy Thanh Hóa hay còn được gọi Ban Chấp hành Đảng bộ tỉnh Thanh Hóa, hay Đảng ủy tỉnh Thanh Hóa là cơ quan lãnh đạo cao nhất của Đảng bộ tỉnh Thanh Hóa giữa hai kỳ đại hội đại biểu Đảng bộ tỉnh.
Đứng đầu Tỉnh ủy là Bí thư Tỉnh ủy và thường là ủy viên Ban Chấp hành Trung ương Đảng. Bí thư Tỉnh ủy Thanh Hóa hiện nay là Ủy viên Trung ương Đảng, Thượng tướng Nguyễn Doãn Anh.

## Chức năng
Ban chấp hành Đảng bộ tỉnh Thanh Hóa là cơ quan cấp cao nhất của Đảng bộ giữa 2 kỳ Đại hội Đại biểu Đảng bộ tỉnh.
Ban chấp hành Đảng bộ chịu trách nhiệm cao nhất trước Ban chấp hành Trung ương Đảng, Bộ Chính trị, Ban Bí thư, trước nhân dân trong tỉnh, về công tác lãnh đạo, chỉ đạo thực hiện đường lối chính sách của Đảng, pháp luật của Nhà nước, các Chỉ thị, Nghị quyết của Trung ương, của tỉnh, Nghị quyết Đại hội đại biểu Đảng bộ tỉnh.

## Lịch sử
Đảng bộ tỉnh Thanh Hóa được thành lập ngày 29/7/1930 do ủy viên Xứ ủy Bắc Kỳ Nguyễn Doãn Chấp chỉ đạo Hội nghị thành lập theo quyết định của Xứ ủy. Đảng bộ gồm 3 chi bộ Hàm Hạ, chi bộ Thiệu Hóa, chi bộ Thọ Xuân, Hội nghị đã bầu ra tỉnh ủy gồm 3 ủy viên do Lê Thế Long làm Bí thư.
Trong giai đoạn từ 1931-1945 Tỉnh ủy Thanh Hòa nhiều lần bị thực dân Pháp khủng bố, giải thể rồi lại thành lập.
Từ 1945-1954 Tỉnh ủy hoạt động trên địa bàn tỉnh trừ khu vực ven biển vẫn do Pháp kiểm soát. Trong giai đoạn này, Tỉnh ủy là hậu phương vững chắc cho chiến khu Việt Bắc. Hàng vạn người dân Thanh Hóa dưới sự chỉ đạo của Tỉnh ủy đã tham gia góp phần thành công chiến dịch Điện Biên Phủ.
Từ 1954-1975 Thanh Hóa là khu vực hứng chịu bom của Hoa Kỳ đầu tiên trên miền Bắc. Đặc biệt tuyến đường sắt vào Nam bị Hoa Kỳ oanh kích liên tục. Sau năm 1973 Hoa Kỳ chấm dứt không kích, Tỉnh ủy và nhân dân Thanh Hòa bắt tay vào công cuộc tái thiết.
Tỉnh ủy Thanh Hóa nằm trong số ít không bị sáp nhập hay chia tách trong giai đoạn kháng chiến và thời kỳ sau này.

## Tổ chức
Tỉnh ủy Thanh Hóa gồm các ban, đơn vị trực thuộc sau:
- Văn phòng Tỉnh ủy
- Ban Tổ chức Tỉnh ủy
- Ban Tuyên giáo và Dân vận Tỉnh ủy
- Ủy ban Kiểm tra Tỉnh ủy
- Ban Nội chính Tỉnh ủy
- Trường Chính trị Tỉnh
- Đảng ủy các cơ quan Đảng tỉnh
- Đảng uỷ UBND tỉnh
- Báo Thanh Hóa

## Bí thư Tỉnh ủy

### Giai đoạn 1930-1948
| STT | Tên                                 | Nhiệm kỳ       | Chức vụ                           | Ghi chú                                                 |
| --- | ----------------------------------- | -------------- | --------------------------------- | ------------------------------------------------------- |
| 1   | Lê Thế Long                         | 7-12/1930      | Bí thư Tỉnh ủy Thanh Hóa          | Bị thực dân Pháp bắt                                    |
| 2   | Ngô Đức Mậu (quê Can Lộc - Hà Tĩnh) | 1-4/1931       | Bí thư Tỉnh ủy lâm thời Thanh Hóa |                                                         |
| 2   | Ngô Đức Mậu (quê Can Lộc - Hà Tĩnh) | 4-6/1931       | Bí thư Tỉnh ủy Thanh Hóa          | Bị thực dân Pháp bắt                                    |
| 3   | Lê Chủ                              | 3-5/1934       | Bí thư lâm thời Tỉnh ủy Thanh Hóa |                                                         |
| 3   | Lê Chủ                              | 3-12/1936      | Bí thư lâm thời Tỉnh ủy           | Bị thực dân Pháp bắt                                    |
| 4   | Trịnh Huy Quang                     | 12/1936-4/1939 | Bí thư Tỉnh ủy Thanh Hóa          | Xứ ủy Trung Kỳ điều động công tác; Bị thực dân Pháp bắt |
| 5   | Lê Chủ                              | 4-12/1939      | Bí thư Tỉnh ủy Thanh Hóa          | Bị thực dân Pháp bắt                                    |
| 6   | Lê Huy Toán                         | 4-11/1940      | Bí thư Tỉnh ủy Thanh Hóa          |                                                         |
| 7   | Trần Bảo                            | 11/1940-1/1941 | Bí thư Tỉnh ủy Thanh Hóa          |                                                         |
| 8   | Lê Huy Toán                         | 1-9/1941       | Bí thư Tỉnh ủy Thanh Hóa          | Bị thực dân Pháp bắt                                    |
| 9   | Trần Hoạt                           | 9/1941         | Bí thư Tỉnh ủy Thanh Hóa          | Bị thực dân Pháp bắt                                    |
| 10  | Nghiêm Quý Ngãi                     | 11/1941        | Bí thư lâm thời Tỉnh ủy Thanh Hóa | Bị thực dân Pháp bắt                                    |
| 11  | Lê Tất Đắc                          | 7/1942-3/1944  | Bí thư lâm thời Tỉnh ủy Thanh Hóa |                                                         |
| 12  | Tố Hữu                              | 3/1944-8/1945  | Bí thư Tỉnh ủy Thanh Hóa          |                                                         |
| 13  | Lê Tất Đắc                          | 8/1945-1/1946  | Bí thư lâm thời Tỉnh ủy Thanh Hóa |                                                         |
| 14  | Tố Hữu                              | 1/1946-2/1947  | Bí thư Tỉnh ủy Thanh Hóa          |                                                         |
| 15  | Hồ Viết Thắng                       | 2/1947-2/1948  | Bí thư Tỉnh ủy Thanh Hóa          |                                                         |

### Giai đoạn 1948-nay
| STT | Đại hội Đảng bộ                      | Tên                                 | Nhiệm kỳ        | Chức vụ                        | Phó Bí thư          | Ghi chú             |
| --- | ------------------------------------ | ----------------------------------- | --------------- | ------------------------------ | ------------------- | ------------------- |
| 1   | I                                    | Hồ Viết Thắng                       | 2-4/1948        | Bí thư Tỉnh ủy Thanh Hóa       | Bùi Đạt             |                     |
| 2   | I                                    | Bùi Đạt                             | 4/1948-3/1949   | Quyền Bí thư Tỉnh ủy Thanh Hóa | Lê Chủ              |                     |
| 3   | II                                   | Nguyễn Văn Thân                     | 3-11/1949       | Bí thư Tỉnh ủy Thanh Hóa       | Ngô Đức             |                     |
| 3   | II                                   | Nguyễn Văn Thân                     | 3-11/1949       | Bí thư Tỉnh ủy Thanh Hóa       | Tôn Quang Phiệt     |                     |
| 4   | II                                   | Đặng Thí                            | 11/1949-7/1950  | Bí thư Tỉnh ủy Thanh Hóa       | Ngô Đức             |                     |
| 4   | II                                   | Đặng Thí                            | 11/1949-7/1950  | Bí thư Tỉnh ủy Thanh Hóa       | Tôn Quang Phiệt     |                     |
| 5   | III                                  | Trần Hữu Duyệt                      | 7/1950-5/1952   | Bí thư Tỉnh ủy Thanh Hóa       | Ngô Đức             |                     |
| 5   | IV                                   | Trần Hữu Duyệt                      | 5-7/1952        | Bí thư Tỉnh ủy Thanh Hóa       | Ngô Thuyền          |                     |
| 6   | IV                                   | Võ Nguyên Lượng                     | 7/1952-11/1958  | Bí thư Tỉnh ủy Thanh Hóa       | Ngô Thuyền          |                     |
| 7   | IV                                   | Ngô Thuyền                          | 11/1958-3/1961  | Bí thư Tỉnh ủy Thanh Hóa       | Ngô Đức             |                     |
| 8   | V                                    | Nguyễn Trọng Vĩnh                   | 3/1961-1/1962   | Bí thư Tỉnh ủy Thanh Hóa       | Ngô Đức             |                     |
| 8   | V                                    | Nguyễn Trọng Vĩnh                   | 3/1961-1/1962   | Bí thư Tỉnh ủy Thanh Hóa       | Lê Thế Sơn          |                     |
| 9   | V                                    | Ngô Thuyền                          | 1/1962-7/1963   | Bí thư Tỉnh ủy Thanh Hóa       | Ngô Đức             |                     |
| 9   | V                                    | Ngô Thuyền                          | 1/1962-7/1963   | Bí thư Tỉnh ủy Thanh Hóa       | Lê Thế Sơn          |                     |
| 9   | VI                                   | Ngô Thuyền                          | 7/1963-11/1969  | Bí thư Tỉnh ủy Thanh Hóa       | Ngô Đức             |                     |
| 9   | VI                                   | Ngô Thuyền                          | 7/1963-11/1969  | Bí thư Tỉnh ủy Thanh Hóa       | Lê Thế Sơn          |                     |
| 10  | VII                                  | Võ Nguyên Lượng                     | 11/1969-5/1975  | Bí thư Tỉnh ủy Thanh Hóa       | Lê Thế Sơn          |                     |
| 10  | VII                                  | Võ Nguyên Lượng                     | 11/1969-5/1975  | Bí thư Tỉnh ủy Thanh Hóa       | Hoàng Văn Hiều      |                     |
| 10  | VII                                  | Võ Nguyên Lượng                     | 11/1969-5/1975  | Bí thư Tỉnh ủy Thanh Hóa       | Phạm Len            |                     |
| 11  | VIII                                 | Lê Thế Sơn                          | 5/1975-5/1977   | Bí thư Tỉnh ủy Thanh Hóa       | Hoàng Văn Hiều      |                     |
| 11  | VIII                                 | Lê Thế Sơn                          | 5/1975-5/1977   | Bí thư Tỉnh ủy Thanh Hóa       | Phạm Len            |                     |
| 12  | IX                                   | Hoàng Văn Hiều                      | 5/1977-10/1979  | Bí thư Tỉnh ủy Thanh Hóa       | Lê Thế Sơn          |                     |
| 12  | IX                                   | Hoàng Văn Hiều                      | 5/1977-10/1979  | Bí thư Tỉnh ủy Thanh Hóa       | Trịnh Ngọc Bích     |                     |
| 12  | X                                    | Hoàng Văn Hiều                      | 10/1979-4/1983  | Bí thư Tỉnh ủy Thanh Hóa       | Lê Thế Sơn          |                     |
| 12  | X                                    | Hoàng Văn Hiều                      | 10/1979-4/1983  | Bí thư Tỉnh ủy Thanh Hóa       | Trịnh Ngọc Bích     |                     |
| 13  | XI                                   | Hà Trọng Hòa                        | 4/1983-10/1986  | Bí thư Tỉnh ủy Thanh Hóa       | Trịnh Ngọc Chữ      |                     |
| 13  | XI                                   | Hà Trọng Hòa                        | 4/1983-10/1986  | Bí thư Tỉnh ủy Thanh Hóa       | Hà Văn Ban          |                     |
| 13  | XII                                  | Hà Trọng Hòa                        | 10/1986-7/1988  | Bí thư Tỉnh ủy Thanh Hóa       | Quách Lê Thanh      |                     |
| 13  | XII                                  | Hà Trọng Hòa                        | 10/1986-7/1988  | Bí thư Tỉnh ủy Thanh Hóa       | Hà Văn Ban          |                     |
| 13  | XII                                  | Hà Trọng Hòa                        | 10/1986-7/1988  | Bí thư Tỉnh ủy Thanh Hóa       | Vũ Thế Giao         |                     |
| 14  | XII                                  | Lê Huy Ngọ                          | 7/1988-9/1991   | Bí thư Tỉnh ủy Thanh Hóa       | Quách Lê Thanh      |                     |
| 14  | XII                                  | Lê Huy Ngọ                          | 7/1988-9/1991   | Bí thư Tỉnh ủy Thanh Hóa       | Hà Văn Ban          |                     |
| 14  | XII                                  | Lê Huy Ngọ                          | 7/1988-9/1991   | Bí thư Tỉnh ủy Thanh Hóa       | Vũ Thế Giao         |                     |
| 15  | XIII                                 | Lê Văn Tu                           | 9/1991-5/1996   | Bí thư Tỉnh ủy Thanh Hóa       | Lê Xuân Sang        |                     |
| 15  | XIII                                 | Lê Văn Tu                           | 9/1991-5/1996   | Bí thư Tỉnh ủy Thanh Hóa       | Mai Xuân Minh       |                     |
| 15  | XIV                                  | Lê Văn Tu                           | 5/1996-1/2001   | Bí thư Tỉnh ủy Thanh Hóa       | Trịnh Trọng Quyền   |                     |
| 15  | XIV                                  | Lê Văn Tu                           | 5/1996-1/2001   | Bí thư Tỉnh ủy Thanh Hóa       | Mai Xuân Minh       |                     |
| 16  | XV                                   | Trịnh Trọng Quyền                   | 1/2001-12/2005  | Bí thư Tỉnh ủy Thanh Hóa       | Phạm Văn Tích       |                     |
| 16  | XV                                   | Trịnh Trọng Quyền                   | 1/2001-12/2005  | Bí thư Tỉnh ủy Thanh Hóa       | Phạm Minh Đoan      |                     |
| 17  | XVI                                  | Phạm Văn Tích                       | 12/2005-10/2007 | Bí thư Tỉnh ủy Thanh Hóa       | Lê Ngọc Hân         |                     |
| 17  | XVI                                  | Phạm Văn Tích                       | 12/2005-10/2007 | Bí thư Tỉnh ủy Thanh Hóa       | Nguyễn Văn Lợi      |                     |
| 18  | XVI                                  | Nguyễn Văn Lợi                      | 10/2007-10/2010 | Bí thư Tỉnh ủy Thanh Hóa       | Mai Văn Ninh        |                     |
| 18  | XVI                                  | Nguyễn Văn Lợi                      | 10/2007-10/2010 | Bí thư Tỉnh ủy Thanh Hóa       | Hồ Mẫu Ngoạt        |                     |
| 19  | XVII (Bộ Chính trị kỷ luật Cảnh cáo) | Mai Văn Ninh (Kỷ luật Cảnh cáo)     | 10/2010-12/2014 | Bí thư Tỉnh ủy Thanh Hóa       | Hoàng Văn Hoằng     |                     |
| 19  | XVII (Bộ Chính trị kỷ luật Cảnh cáo) | Mai Văn Ninh (Kỷ luật Cảnh cáo)     | 10/2010-12/2014 | Bí thư Tỉnh ủy Thanh Hóa       | Đinh Tiên Phong     |                     |
| 19  | XVII (Bộ Chính trị kỷ luật Cảnh cáo) | Mai Văn Ninh (Kỷ luật Cảnh cáo)     | 10/2010-12/2014 | Bí thư Tỉnh ủy Thanh Hóa       | Trịnh Văn Chiến     |                     |
| 20  | XVII (Bộ Chính trị kỷ luật Cảnh cáo) | Trịnh Văn Chiến (Kỷ luật Cách chức) | 12/2014-9/2015  | Bí thư Tỉnh ủy Thanh Hóa       | Đinh Tiên Phong     |                     |
| 20  | XVII (Bộ Chính trị kỷ luật Cảnh cáo) | Trịnh Văn Chiến (Kỷ luật Cách chức) | 12/2014-9/2015  | Bí thư Tỉnh ủy Thanh Hóa       | Nguyễn Thị Xuân Thu |                     |
| 20  | XVII (Bộ Chính trị kỷ luật Cảnh cáo) | Trịnh Văn Chiến (Kỷ luật Cách chức) | 12/2014-9/2015  | Bí thư Tỉnh ủy Thanh Hóa       | Đỗ Trọng Hưng       |                     |
| 20  | XVII (Bộ Chính trị kỷ luật Cảnh cáo) | Trịnh Văn Chiến (Kỷ luật Cách chức) | 12/2014-9/2015  | Bí thư Tỉnh ủy Thanh Hóa       | Nguyễn Đình Xứng    | Kỷ luật Cách chức   |
| 20  | XVIII Bộ Chính trị kỷ luật Cảnh cáo  | Trịnh Văn Chiến (Kỷ luật Cách chức) | 9/2015-10/2020  | Bí thư Tỉnh ủy Thanh Hóa       | Đỗ Minh Tuấn        | Kỷ luật Khiển trách |
| 20  | XVIII Bộ Chính trị kỷ luật Cảnh cáo  | Trịnh Văn Chiến (Kỷ luật Cách chức) | 9/2015-10/2020  | Bí thư Tỉnh ủy Thanh Hóa       | Nguyễn Thị Xuân Thu | đã chuyển công tác  |
| 20  | XVIII Bộ Chính trị kỷ luật Cảnh cáo  | Trịnh Văn Chiến (Kỷ luật Cách chức) | 9/2015-10/2020  | Bí thư Tỉnh ủy Thanh Hóa       | Đỗ Trọng Hưng       |                     |
| 20  | XVIII Bộ Chính trị kỷ luật Cảnh cáo  | Trịnh Văn Chiến (Kỷ luật Cách chức) | 9/2015-10/2020  | Bí thư Tỉnh ủy Thanh Hóa       | Nguyễn Đình Xứng    | Kỷ luật Cách chức   |
| 21  | XIX                                  | Đỗ Trọng Hưng                       | 10/2020-9/2024  | Bí thư Tỉnh ủy Thanh Hóa       | Đỗ Minh Tuấn        | Kỷ luật Khiển trách |
| 21  | XIX                                  | Đỗ Trọng Hưng                       | 10/2020-9/2024  | Bí thư Tỉnh ủy Thanh Hóa       | Lại Thế Nguyên      |                     |
| 21  | XIX                                  | Đỗ Trọng Hưng                       | 10/2020-9/2024  | Bí thư Tỉnh ủy Thanh Hóa       | Trịnh Tuấn Sinh     |                     |
| 22  | XIX                                  | Nguyễn Doãn Anh                     | 10/2024-nay     | Bí thư Tỉnh ủy Thanh Hóa       |                     |                     |

## Ban Thường vụ Tỉnh ủy khóa XIX (2020 - 2025)
Ngày 28-10-2020, Đại hội đại biểu Đảng bộ tỉnh Thanh Hóa lần thứ XIX báo kết quả phiên họp thứ nhất của Ban Chấp hành Đảng bộ tỉnh khoá XIX, nhiệm kỳ 2020 - 2025.
1. Thượng tướng Nguyễn Doãn Anh, Ủy viên Trung ương Đảng, Bí thư Tỉnh ủy [4]
2. Lại Thế Nguyên, Phó Bí thư Thường trực Tỉnh ủy, Chủ tịch Hội đồng nhân dân tỉnh, Trưởng đoàn Đại biểu Quốc hội khóa XV tỉnh [5]
3. Đỗ Minh Tuấn, Phó Bí thư Tỉnh ủy, Chủ tịch Ủy ban nhân dân tỉnh [6]
4. Trịnh Tuấn Sinh, Phó Bí thư Tỉnh ủy
5. Phạm Thị Thanh Thủy, Chủ tịch Ủy ban Mặt trận Tổ quốc tỉnh
6. Lê Tiến Lam, Phó Chủ tịch thường trực Hội đồng nhân dân tỉnh
7. Nguyễn Văn Thi, Phó Chủ tịch thường trực Ủy ban nhân dân tỉnh
8. Lê Anh Xuân, Bí thư Thành ủy, Chủ tịch Hội đồng nhân dân thành phố Thanh Hóa
9. Đào Xuân Yên, Trưởng ban Tuyên giáo và Dân vận Tỉnh ủy
10. Nguyễn Văn Hùng, Trưởng ban Tổ chức Tỉnh ủy
11. Lê Quang Hùng, Giám đốc Sở Tài chính [7]
12. Nguyễn Ngọc Tiến, Trưởng ban Nội chính Tỉnh ủy
13. Mai Xuân Liêm, Phó Chủ tịch Ủy ban nhân dân tỉnh
14. Nguyễn Tiến Hiệu, Trưởng ban Quản lý khu Kinh tế Nghi Sơn và các khu công nghiệp
15. Thiếu tướng Trần Phú Hà, Giám đốc Công an tỉnh
16. Đại tá Vũ Văn Tùng, Chỉ huy trưởng Bộ Chỉ huy Quân sự tỉnh
17. Trần Văn Hải, Phó Bí thư Đảng ủy UBND tỉnh